# Библиография Рэя Брэдбери
Библиография Рэя Брэдбери состоит из более чем четырёхсот рассказов, а также нескольких десятков более крупных произведений. Писатель продолжал выпускать новые книги почти до самой смерти.

## Романы
- Марсианские хроники (The Martian Chronicles) 1950
- 451 градус по Фаренгейту (Fahrenheit 451) 1953
- Вино из одуванчиков (Dandelion Wine) 1957
- Надвигается беда (Something Wicked This Way Comes) 1962
- Смерть — дело одинокое (Death is a Lonely Business) 1985
- Кладбище для безумцев (A Graveyard for Lunatics) 1990
- Зелёные тени, Белый Кит (Green Shadows, White Whale) 1992
- Из праха восставшие (From the Dust Returned) 2001
- Давайте все убьём Констанцию (Let's All Kill Constance) 2002
- Лето, прощай! (Farewell Summer) 2006

## Повести
- Лёд и Пламя (Frost & Fire) 1946
- Лорелея красной мглы (Lorelei of the Red Mist, совместно с Ли Брэкетт) 1946
- Пожарный (The Fireman; основа романа «451 градус по Фаренгейту») 1951
- Канун всех святых (англ. The Halloween Tree) 1972
- Где-то играет оркестр (Somewhere a Band Is Playing) 2007
- Левиафан-99 (Leviathan '99) 2007

## Рассказы
Подавляющее большинство рассказов издавалось в сборниках. Однако среди сборников имеются компилятивные: основу их составляют ранее опубликованные рассказы. Ниже приведены все 15 оригинальных сборников, содержащих, за редким исключением, неповторяющиеся рассказы:
- Тёмный карнавал (Dark Carnival) 1947
- Человек в картинках (The Illustrated Man) 1951
- Золотые яблоки Солнца (The Golden Apples of the Sun) 1953
- Лекарство от меланхолии (A Medicine For Melancholy) 1959
- Механизмы радости (англ. The Machineries of Joy) 1964
- Электрическое тело пою (англ. I Sing the Body Electric) 1969
- Далеко за полночь (англ. Long After Midnight) 1976
- Воспоминание об убийстве (англ. A Memory of Murder) 1984
- Конвектор Тойнби (англ. The Toynbee Convector) (издан под неправильным названием «К западу от октября») 1988
- В мгновение ока (англ. Quicker Than the Eye) 1996
- Вождение вслепую (англ. Driving Blind) 1997
- Полуночный танец дракона (варианты перевода названия: «Пора в путь-дорогу», «На посошок»; One More for the Road) 2002
- Кошкина пижама (The Cat's Pajamas: Stories) 2004
- Летнее утро, летняя ночь (Summer Morning, Summer Night) 2007
- У нас всегда будет Париж (We’ll Always Have Paris) 2009

Авторские компилятивные сборники, в которые для почитателей добавлялось несколько ранее не издававшихся рассказов, в скобках указаны их названия:
- Октябрьская страна (The October Country) 1955; основу составили переработанные рассказы из книги «Тёмный карнавал» (Карлик; Пристальная покерная фишка работы А.Матисса; Прикосновение пламени; Удивительная кончина Дадли Стоуна и т. д.)
- Р — значит ракета (англ. R Is for Rocket) 1962 (Р — значит ракета; Здесь могут водиться тигры; Лёд и Пламя и т. д.)
- The Vintage Bradbury (англ. The Vintage Bradbury) 1965; первый сборник «лучшее Брэдбэри» (И камни заговорили…; Человек в картинках-II и т. д.)
- К — значит космос (англ. S Is for Space) 1966 (Превращение; Огненный Столп; Время, вот твой полёт; Кричащая женщина и т. д.)
- И грянул гром: 100 рассказов (англ. The Stories of Ray Bradbury) 1980 (Детская площадка; Чёртово колесо; Прощай, лето; Отпрыск Макгиллахи; Акведук; Роковая игра и т. д.)
- Высоко в небеса: 100 рассказов (англ. Bradbury Stories: 100 of His Most Celebrated Tales) 2003 (Недолгое путешествие; Ба-бах! Ты убит; Бритьё по высшему разряду; Наблюдатели; Травинка; Одиночество; Подмена; Морская раковина; Неприкаянные; Далекая гитара; Лучезарный Феникс; Стихи; Особенный летний вечер и т. д.)

Некоторые из его известных рассказов:
- Жила-была старушка (There Was an Old Woman) 1944
- Возвращение (The Homecoming) 1946
- Были они смуглые и золотоглазые (Dark They Were, And Golden Eyed) 1949
- Бетономешалка (The Concrete Mixer) 1949
- Каникулы (Holiday) 1949
- Будет ласковый дождь (There Will Come Soft Rains; часть Марсианских хроник) 1950
- Наказание без преступления (Punishment Without Crime) 1950
- Ревун (англ. The Fog Horn) 1951
- Завтра конец света (The Last Night of the World) 1951
- И грянул гром (A Sound of Thunder) 1952
- Здравствуй и прощай (Hail and Farewell) 1953
- Луг (The Meadow) 1953
- Всё лето в один день (All Summer in a Day) 1954
- Запах сарсапарели (A Scent of Sarsaparilla) 1958
- Берег на закате (The Shore Line at Sunset) 1959
- Диковинное диво (A Miracle of Rare Device) 1962
- Чудесный костюм цвета сливочного мороженого (The Wonderful Ice Cream Suit) 1958
- О скитаньях вечных и о Земле (Forever and the Earth) 1950
- И всё-таки наш… (Tomorrow’s Child) 1948
- Вельд (The Veldt) 1950
- Ветер (The Wind) 1943
- Смерть и дева (Death and the Maiden) 1960
- Прикосновение пламени (Touched with Fire) 1954
- Улыбка (The Smile) 1952

63 рассказа никогда не издавались в авторских сборниках, а печатались в газетах и журналах. На русский язык переведены только некоторые из них:
- Маятник (The Pendulum) 1939
- Чепушинка (Everything Instead of Something) 1943
- Лазарь, восстань! (Lazarus Come Forth) 1944
- Последняя жертва (Final Victim) 1946
- Уснувший в Армагеддоне (Asleep in Armageddon) 1948
- Песочный человек (Referent) 1948
- Чудеса и диковины! Передай дальше! (Marvels and Miracles, Pass It On) 1955
- Научный подход (Love Contest) 1952
- Знали, чего хотят (They Knew What They Wanted) 1954
- Час Привидений (Hour of Ghosts) 1969
- Вернувшаяся из праха (From the Dust Returned) 1994
- Пёс в красной бандане (The Dog in the Red Bandana) 2010

## Сборники эссе
- Дзен в искусстве написания книг (Zen in the Art of Writing) 1990